# اسپیتزورن
اسپیتزورن (به لاتین: Spitzhorn) یک کوه در سوئیس است که در کانتون برن واقع شده‌است. اسپیتزورن ۲٬۸۰۷ متر بالاتر از سطح دریا واقع شده‌است.